# 李正福
李正福（1960年10月12日—），緬甸名吳敏遂，是緬甸撣邦果敢自治區的一名政治人物。
李正福1960年10月12日（農曆庚子年八月二十二日）出生於芒羅。1967年起在芒羅小學讀書，1975年進昔娥速成中學讀書。1976年回芒羅小學任教，翌年起先後在昔娥、老街學校任教。1989年跟隨彭家聲部隊脫離緬共，加入緬甸民族民主同盟軍，任總部通訊處長。1993年楊茂良奪權後跟隨彭家聲前往勐拉，抵達弄丘，參與開闢瑞碧紐新村。1995年11月跟隨彭家聲返回果敢:501-502。12月22日，他與彭德仁、楊子軍等人奉彭家聲的命令前往拱掌，接收了楊茂良部，同盟軍獲得統一:451-453。彭家聲重掌握政權之後，他擔任對外聯絡部副部長，負責宣傳工作。2004年被選為聯邦制憲大會的果敢代表。他曾投資創辦撣邦第一特區的有線電視臺、調頻廣播、電力公司及自來水公司:501-502。2009年八八事件發生時，8月13日，前去緬軍駐老街軍分區部開會的彭家荣、王国政、李正福、明学昌、杨忠文、欧永祥等6名果敢代表被緬軍扣留。白所成奪權之後，他出任第一特區臨時管理委員會對外聯絡部副部長。2012年7月25日果敢地區發展協會成立後，他擔任秘書長:501-502。
2015年緬甸議會選舉，李正福代表拱掌鎮區當選缅甸人民院議員。2021年2月3日，就任果敢自治區領導委員會主席。
2020年緬甸議會選舉，他代表拱掌第一選區當選撣邦議會議員。
2023年11月9日，在果敢同盟軍發動1027行動期間，李正福被免去果敢自治區主席職務，其職務由緬甸軍方人物吞吞敏代理。